# Uherský Ostroh
Uherský Ostroh är en stad i Tjeckien.   Den ligger i distriktet Okres Uherské Hradiště och regionen Zlín, i den östra delen av landet, 250 km sydost om huvudstaden Prag. Uherský Ostroh ligger 178 meter över havet och antalet invånare är 4 526.
Terrängen runt Uherský Ostroh är huvudsakligen platt, men åt nordväst är den kuperad.Runt Uherský Ostroh är det ganska tätbefolkat, med 207 invånare per kvadratkilometer. Närmaste större samhälle är Uherské Hradiště, 10,6 km nordost om Uherský Ostroh. Trakten runt Uherský Ostroh består till största delen av jordbruksmark.